# Techatorn Seehawong
Techatorn Seehawong (thailändisch เตชะธร สีหะวงษ์, * 9. April 1996 in Samut Prakan) ist ein thailändischer Fußballspieler.

## Karriere
Techatorn Seehawong stand bis Ende 2018 beim Chainat Hornbill FC unter Vertrag. Wo er vorher gespielt hat, ist unbekannt. Der Verein aus Chainat spielte in der ersten Liga des Landes, der Thai Premier League. Die Hinserie 2018 wurde er an den Zweitligisten Angthong FC ausgeliehen. Mit dem Verein aus Angthong spielte er in der zweiten Liga, der Thai League 2. Mitte 2018 kehrte er nach der Ausleihe nach Chainat zurück. In der Rückserie absolvierte er sechs Erstligaspiele für Chainat. Anfang 2019 wechselte er zum Samut Prakan FC. Der Verein aus seiner Geburtsstadt Samut Prakan spielte in der vierten Liga, der Thai League 4. Hier trat der Verein in der Bangkok Region an.